# Карол Бейкър
Карол Бейкър (на английски: Carroll Baker) е американска актриса. 

## Биография
Карол Бейкър е родена на 28 май 1931 година в Уотърбъри, Кънектикът в католическо семейство. Дъщеря е на Едит Гертруда (родена Дъфи) и Уилям Уотсън Бейкър, пътуващ продавач, тя е от ирландски и полски произход.  Родителите на Бейкър се развеждат, когато тя е на осем години, тя се премества с майка си и по-малката си сестра Вирджиния в Търтъл Крийк, Пенсилвания. 

### Кариера
Бейкър учи актьорско майсторство в HB Studio.  През 1952 г. тя се записва в Актьорското студио и учи при Лий Страсбърг.  Там тя е съученичка на Майк Никълс, Род Стайгър, Шели Уинтърс и Мерилин Монро, става близък приятел на Джеймс Дийн до края на живота му. 
През 1950-те и 1960-те години обхватът на ролите на Бейкър е от млади и невинни до нахални и пищни жени, я утвърждават като сериозна драматична актриса. След като учи в Актьорското студио на Лий Страсбърг, Бейкър започва да играе на Бродуей. Там тя е вербувана от режисьора Елия Казан за главна роля в адаптацията на две пиеси от Тенеси Уилямс във филма „Бейби Дол“ (1956). Нейната роля във филма като кокетна, но сексуално наивна южна булка и спечели номинации за БАФТА и Оскар за най-добра женска роля, както и награда Златен глобус за най-обещаващ новодошъл през същата година.

## Избрана филмография
| година | филм                                    | оригинално заглавие          | роля               | режисьор              |
| ------ | --------------------------------------- | ---------------------------- | ------------------ | --------------------- |
| 1956   | Гигант                                  | Giant                        | Луз Бенедикт ІІ    | Джордж Стивънс        |
| 1956   | Бейби Дол                               | Baby Doll                    | Бейби Дол Мейен    | Елия Казан            |
| 1958   | Голямата страна                         | The Big Country              | Патриша Терил      | Уилям Уайлър          |
| 1959   | Но не и за мен                          | But Not for Me               | Ели Браун          | Уолтър Ланг           |
| 1962   | Как беше завладян Запада                | How the West Was Won         | Ив Прескот Ролингс | Хатауей, Форд, Маршал |
| 1964   | Есента на шайените                      | Cheyenne Autumn              | Дебора Райт        | Джон Форд             |
| 1965   | Най-великата история, разказвана някога | The Greatest Story Ever Told | Св.Вероника        | Джордж Стивънс        |
| 1967   | Харем                                   | L'harem                      | Маргьорит          | Марко Ферери          |
| 1990   | Ченге в детската градина                | Kindergarten Cop             | Елинор Крисп       | Айвън Райтман         |
| 1997   | Играта                                  | The Game                     | Илса               | Дейвид Финчър         |